# Svazek obcí Plešivec
Svazek obcí Plešivec byl svazek obcí v okresu Karlovy Vary, jeho sídlem byly Abertamy a jeho cílem byla podpora rozvoje cestovního ruchu s využitím hory Plešivec (1029 m), konkrétně se jednalo o vybudování skiareálu. Skiareál za zhruba 400 mil. korun byl dokončen v roce 2014. Svazek obcí sdružoval dvě obce, byl založen v roce 2010 a zanikl v roce 2019.

## Obce sdružené v mikroregionu
- Abertamy
- Merklín